# Jihad (EP)
Jihad to minialbum amerykańskiej grupy nu metalowej Otep, wydany w 2001 roku.

## Lista utworów
Wszystkie utwory napisali D. Aguilera, M. Bistany, W. Marsh, J. McGuire i Otep Shamaya.
1. "Possession" – 5:05
2. "The Lord Is My Weapon" – 3:40
3. "Germ" – 8:31
4. "Fillthee" – 3:29
5. "T.R.I.C." – 2:55

## Twórcy
- Otep Shamaya - śpiew
- "Evil" J. McGuire - gitara basowa, śpiew
- Tarver Marsh - gitara
- Matt "Spooky" Damon - Gitara
- Mark "Moke" Bistany - perkusja